# Storytone
Storytone je pětatřicáté sólové studiové album kanadského hudebníka Neila Younga, které vyšl o dne 3. listopadu roku 2014. Album vyšlo ve dvou kompletně odlišných verzích: V jedné Younga doprovází 92členný orchestr a druhou nahrál on sám. Po albu A Letter Home jde o jeho druhé album z roku 2014. Album produkoval Young se svým dlouholetým spolupracovníkem Nikem Bolasem.

## Seznam skladeb
| Pořadí | Název                     | Délka |
| ------ | ------------------------- | ----- |
| 1.     | Plastic Flowers           |       |
| 2.     | Who's Gonna Stand Up?     |       |
| 3.     | I Want to Drive My Car    |       |
| 4.     | Glimmer                   |       |
| 5.     | Say Hello to Chicago      |       |
| 6.     | Tumbleweed                |       |
| 7.     | Like You Used to Do       |       |
| 8.     | I'm Glad I Found You      |       |
| 9.     | When I Watch You Sleeping |       |
| 10.    | All Those Dreams          |       |